# 1,3-Dioxán

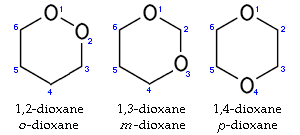
A dioxán három izomerjeAz ábra kékkel tünteti fel a gyűrű atomjainak számozását

Az 1,3-dioxán vagy m-dioxán heterociklusos szerves vegyület, képlete C4H8O2, CAS-száma 505-22-6 , EC száma 208-005-1, RTECS kódja JG8224000.
Az 1,3-dioxán és 1,3-dioxolán származékait karbonilvegyületekből állítják elő 1,3-propándiollal vagy 1,2-etándiollal, Brönsted- vagy Lewis-sav katalizátor jelenlétében.

## Fordítás
Ez a szócikk részben vagy egészben  a(z)   1,3-Dioxane című angol Wikipédia-szócikk ezen változatának fordításán alapul.  Az eredeti cikk szerkesztőit annak laptörténete sorolja fel. Ez a jelzés csupán a megfogalmazás eredetét és a szerzői jogokat jelzi, nem szolgál a cikkben szereplő információk forrásmegjelöléseként.